# Inflatolejeunea ecarinata
Inflatolejeunea ecarinata là một loài Rêu trong họ Lejeuneaceae. Loài này được (Stephani) S.W. Arnell mô tả khoa học đầu tiên năm 1961.